# Апель, Катрин
Ка́трин А́пель (англ. Katrin Apel; род. 4 мая 1973, Эрфурт) — немецкая биатлонистка, начинавшая карьеру в лыжных гонках. Двукратная олимпийская чемпионка (1998, 2002), серебряный (2006) и бронзовый (1998) призёр Олимпийских игр. Она является также четырёхкратной победительницей чемпионатов мира. В общей сложности, в её коллекции 69 медалей, завоёванных на этапах Кубка мира. Самое высокое место в общем зачёте Кубка мира — 5-е (2002). Завершила карьеру в конце сезона 2006/2007 годов.
1. ↑  Deutsche Nationalbibliothek Record #1190831627 // Gemeinsame Normdatei (нем.) — 2012—2016.
2. 1 2 3 4  Olympedia (англ.) — 2006.